# Unione Sportiva Catanzaro 1981-1982
Questa voce raccoglie le informazioni riguardanti l'Unione Sportiva Catanzaro nelle competizioni ufficiali della stagione 1981-1982.

## Stagione
Altra stagione superlativa quella 1981-1982 per il Catanzaro del presidente Adriano Merlo, affidato per questa annata alle cure tecniche di Bruno Pace. 
La squadra giallorossa ha trovato un piccolo tesoro, pescato nel Mestre in Serie C2, l'attaccante friulano Edi Bivi che ha messo a segno 17 reti, delle quali 5 in Coppa Italia e 12 in campionato. Al termine del girone di andata la squadra giallorossa calabrese con 16 punti era in quinta posizione, alle spalle delle grandi, poi un leggero cedimento nel girone di ritorno, ma comunque un prestigioso settimo posto finale. Scudetto vinto dalla Juventus con 46 punti, davanti ad una tenace Fiorentina, seconda a 45 punti. Sono retrocesse sul campo con il Como, le nobili Bologna e Milan.
Anche nella Coppa Italia la squadra calabrese ha fatto la sua bella figura, a ulteriore dimostrazione del valore tecnico della squadra, vincendo il secondo girone di qualificazione, disputato prima del campionato, poi superando il Napoli nel doppio confronto nei quarti di finale, e cedendo a primavera in semifinale all'Inter il passaggio alla finale, superata dai nerazzurri nei tempi supplementari della partita di ritorno.

## Divise e sponsor

Il neoacquisto Edi Bivi, 12 gol in campionato, in azione con maglia e calzettoni giallorossi inframezzati da pantaloncini banchi.

Lo sponsor tecnico per la stagione 1981-1982 fu Ennerre, mentre lo sponsor ufficiale fu Cook-O-Matic.
| Casa | Trasferta | Terza divisa |

## Organigramma societario
Area direttiva
- Presidente: Adriano Merlo
- Segretario: Gaetano Larussa

Area tecnica
- Direttore sportivo: Spartaco Landini
- Allenatore: Bruno Pace
- Allenatore in 2ª: Saverio Leotta

Area sanitaria
- Medico sociale: Giuseppe Martino
- Massaggiatore: Giuseppe Amato

## Rosa

L'attaccante rumeno Viorel Năstase, neoacquisto della stagione e primo straniero nella storia del club.

| N. |                   | Ruolo | Calciatore                 |
| -- | ----------------- | ----- | -------------------------- |
|    | Italia (bandiera) | P     | Luigi Bertolini            |
|    | Italia (bandiera) | P     | Alessandro Zaninelli       |
|    | Italia (bandiera) | D     | Giampiero Cardinali        |
|    | Italia (bandiera) | D     | Armando Cascione           |
|    | Italia (bandiera) | D     | Franco Peccenini           |
|    | Italia (bandiera) | D     | Claudio Ranieri (capitano) |
|    | Italia (bandiera) | D     | Giuseppe Sabadini          |
|    | Italia (bandiera) | D     | Andrea Salvadori           |
|    | Italia (bandiera) | D     | Sergio Santarini           |
|    | Italia (bandiera) | C     | Giorgio Boscolo            |
|    | Italia (bandiera) | C     | Piero Braglia              |

| N. |                    | Ruolo | Calciatore         |
| -- | ------------------ | ----- | ------------------ |
|    | Italia (bandiera)  | C     | Costanzo Celestini |
|    | Italia (bandiera)  | C     | Valerio Majo       |
|    | Italia (bandiera)  | C     | Gregorio Mauro (I) |
|    | Italia (bandiera)  | C     | Massimo Mauro (II) |
|    | Italia (bandiera)  | C     | Marino Palese      |
|    | Italia (bandiera)  | C     | Antonio Sabato     |
|    | Italia (bandiera)  | A     | Edi Bivi           |
|    | Italia (bandiera)  | A     | Carlo Borghi       |
|    | Italia (bandiera)  | A     | Roberto Borrello   |
|    | Romania (bandiera) | A     | Viorel Năstase     |

## Risultati

### Serie A

#### Girone di andata
| Arbitro: | Lops (Torino) |

|                   |           |                 |
| C. Pellegrini 46’ | Marcatori | 87’ (rig.) Bivi |

| Catanzaro 20 settembre 1981 2ª giornata | Catanzaro       | 0 – 0 | Inter | Stadio Militare\| Arbitro: \| Menegali (Roma) \| |
| Arbitro:                                | Menegali (Roma) |       |       |                                                  |

| Bologna 27 settembre 1981 3ª giornata | Bologna       | 0 – 0 | Catanzaro | Stadio Comunale\| Arbitro: \| Redini (Pisa) \| |
| Arbitro:                              | Redini (Pisa) |       |           |                                                |

| Arbitro: | Mattei (Macerata) |

|  |           |                               |
|  | Marcatori | 78’ Vierchowod 79’ D. Bertoni |

| Arbitro: | Milan (Treviso) |

|            |           |  |
| Sabato 19’ | Marcatori |  |

| Arbitro: | Ciulli (Roma) |

|                    |           |             |
| Ranieri 81’ (aut.) | Marcatori | 59’ Năstase |

| Arbitro: | Bergamo (Livorno) |

|                                 |           |  |
| Bivi 3’ Borghi 10’ M. Mauro 75’ | Marcatori |  |

| Arbitro: | Paparesta (Bari) |

|                  |           |               |
| Selvaggi 3’, 64’ | Marcatori | 90’ Celestini |

| Catanzaro 22 novembre 1981 9ª giornata | Catanzaro        | 0 – 0 | Avellino | Stadio Militare\| Arbitro: \| Benedetti (Roma) \| |
| Arbitro:                               | Benedetti (Roma) |       |          |                                                   |

| Arbitro: | Mattei (Macerata) |

|                        |           |            |
| Cinello 56’ Causio 64’ | Marcatori | 47’ Sabato |

| Arbitro: | Casarin (Milano) |

|          |           |          |
| Bivi 18’ | Marcatori | 53’ Nela |

| Arbitro: | Menicucci (Firenze) |

|               |           |                     |
| Bertoneri 32’ | Marcatori | 44’ Borghi 68’ Bivi |

| Arbitro: | Magni (Bergamo) |

|                                   |           |  |
| Bivi 52’ Celestini 58’ Sabato 88’ | Marcatori |  |

| Arbitro: | Vitali (Bologna) |

|            |           |  |
| Borghi 26’ | Marcatori |  |

| Arbitro: | Lo Bello (Siracusa) |

|                                                   |           |               |
| Galderisi 2’, 21’ Zaninelli 37’ (aut.) Bonini 83’ | Marcatori | 44’ Santarini |

#### Girone di ritorno
| Arbitro: | Ciulli (Roma) |

|  |           |                      |
|  | Marcatori | 10’ (aut.) Santarini |

| Arbitro: | Prati (Parma) |

|            |           |          |
| Oriali 30’ | Marcatori | 41’ Bivi |

| Arbitro: | Agnolin (Bassano del Grappa) |

|            |           |  |
| Sabato 11’ | Marcatori |  |

| Arbitro: | Menegali (Roma) |

|                |           |  |
| F. Graziani 5’ | Marcatori |  |

| Arbitro: | Menicucci (Firenze) |

|                                 |           |          |
| Torrisi 39’ (rig.) De Ponti 84’ | Marcatori | 44’ Bivi |

| Catanzaro 7 marzo 1982 21ª giornata | Catanzaro        | 0 – 0 | Como | Stadio Militare\| Arbitro: \| Altobelli (Roma) \| |
| Arbitro:                            | Altobelli (Roma) |       |      |                                                   |

| Arbitro: | Redini (Pisa) |

|  |           |          |
|  | Marcatori | 19’ Bivi |

| Arbitro: | Milan (Treviso) |

|           |           |  |
| Borghi 6’ | Marcatori |  |

| Arbitro: | Magni (Bergamo) |

|                 |           |  |
| V. Chimenti 86’ | Marcatori |  |

| Catanzaro 4 aprile 1982 25ª giornata | Catanzaro         | 0 – 0 | Udinese | Stadio Militare\| Arbitro: \| Bergamo (Livorno) \| |
| Arbitro:                             | Bergamo (Livorno) |       |         |                                                    |

| Arbitro: | Facchin (Udine) |

|                                |           |              |
| Di Bartolomei 47’ B. Conti 60’ | Marcatori | 6’, 53’ Bivi |

| Arbitro: | Paparesta (Bari) |

|                 |           |  |
| Bivi 76’ (rig.) | Marcatori |  |

| Arbitro: | Altobelli (Roma) |

|                                                      |           |                 |
| F. Peccenini 24’ (aut.) Schachner 32’, 48’ Verza 61’ | Marcatori | 60’ (rig.) Bivi |

| Arbitro: | D'Elia (Salerno) |

|                          |           |  |
| Russo 2’ M. Briaschi 23’ | Marcatori |  |

| Arbitro: | Pieri (Genova) |

|  |           |                  |
|  | Marcatori | 75’ (rig.) Brady |

### Coppa Italia

#### Primo turno
| Arbitro: | Angelelli (Terni) |

|  |           |                                     |
|  | Marcatori | 22’, 38’ Bivi 76’ Sabato 78’ Borghi |

| Palermo 30 agosto 1981 3ª giornata | Palermo          | 0 – 0 | Catanzaro | Stadio La Favorita\| Arbitro: \| Paparesta (Bari) \| |
| Arbitro:                           | Paparesta (Bari) |       |           |                                                      |

| Catanzaro 2 settembre 1981 4ª giornata | Catanzaro     | 0 – 0 | Pistoiese | Stadio Militare\| Arbitro: \| Ciulli (Roma) \| |
| Arbitro:                               | Ciulli (Roma) |       |           |                                                |

| Arbitro: | D'Elia (Salerno) |

|                                 |           |                      |
| Bivi 30’, 75’ (rig.) Borghi 40’ | Marcatori | 68’ (rig.) A. Bordon |

#### Quarti di finale
| Arbitro: | Lanese (Messina) |

|  |           |                   |
|  | Marcatori | 45’ C. Pellegrini |

| Arbitro: | Altobelli (Roma) |

|               |           |                           |
| Vinazzani 75’ | Marcatori | 66’ Năstase 74’ Santarini |

#### Semifinale
| Arbitro: | Longhi (Roma) |

|                           |           |            |
| Bergomi 53’ Altobelli 72’ | Marcatori | 39’ Borghi |

| Arbitro: | Redini (Pisa) |

|                                  |           |                                     |
| Bivi 2’ Borghi 65’ Cascione 104’ | Marcatori | 50’ (rig.) Beccalossi 97’ Altobelli |

## Statistiche

### Statistiche di squadra
| Competizione | Punti | In casa | In casa | In casa | In casa | In casa | In casa | In trasferta | In trasferta | In trasferta | In trasferta | In trasferta | In trasferta | Totale | Totale | Totale | Totale | Totale | Totale | DR |
| Competizione | Punti | G       | V       | N       | P       | Gf      | Gs      | G            | V            | N            | P            | Gf           | Gs           | G      | V      | N      | P      | Gf     | Gs     | DR |
| ------------ | ----- | ------- | ------- | ------- | ------- | ------- | ------- | ------------ | ------------ | ------------ | ------------ | ------------ | ------------ | ------ | ------ | ------ | ------ | ------ | ------ | -- |
| Serie A      | 28    | 15      | 7       | 5       | 3       | 12      | 5       | 15           | 2            | 5            | 8            | 13           | 24           | 30     | 9      | 10     | 11     | 25     | 29     | -4 |
| Coppa Italia |       | 4       | 2       | 1       | 1       | 6       | 4       | 4            | 2            | 1            | 1            | 7            | 3            | 8      | 4      | 2      | 2      | 13     | 7      | +6 |
| Totale       | -     | 19      | 9       | 6       | 4       | 18      | 9       | 19           | 4            | 6            | 9            | 20           | 27           | 38     | 13     | 12     | 13     | 38     | 36     | +2 |

### Statistiche dei giocatori[6]
| Giocatore     | Serie A  | Serie A | Serie A     | Serie A    | Coppa Italia | Coppa Italia | Coppa Italia | Coppa Italia | Totale   | Totale | Totale      | Totale     |
| Giocatore     | Presenze | Reti    | Ammonizioni | Espulsioni | Presenze     | Reti         | Ammonizioni  | Espulsioni   | Presenze | Reti   | Ammonizioni | Espulsioni |
| ------------- | -------- | ------- | ----------- | ---------- | ------------ | ------------ | ------------ | ------------ | -------- | ------ | ----------- | ---------- |
| L. Bertolini  | 1        | -1      | ?           | ?          | -            | -            | -            | -            | 1        | -1     | 0+          | 0+         |
| E. Bivi       | 28       | 12      | ?           | ?          | 7            | 5            | ?            | ?            | 35       | 17     | ?           | ?          |
| C. Borghi     | 29       | 4       | ?           | ?          | 8            | 4            | ?            | ?            | 37       | 8      | ?           | ?          |
| R. Borrello   | 1        | 0       | ?           | ?          | 1            | 0            | ?            | ?            | 2        | 0      | ?           | ?          |
| G. Boscolo    | 29       | 0       | ?           | ?          | 8            | 0            | ?            | ?            | 37       | 0      | ?           | ?          |
| P. Braglia    | 26       | 0       | ?           | ?          | 6            | 0            | ?            | ?            | 32       | 0      | ?           | ?          |
| G. Cardinali  | 3        | 0       | ?           | ?          | 4            | 0            | ?            | ?            | 7        | 0      | ?           | ?          |
| A. Cascione   | 6        | 0       | ?           | ?          | 6            | 1            | ?            | ?            | 12       | 1      | ?           | ?          |
| C. Celestini  | 20       | 2       | ?           | ?          | 3            | 0            | ?            | ?            | 23       | 2      | ?           | ?          |
| G. Lorenzo    | 1        | 0       | ?           | ?          | -            | -            | -            | -            | 1        | 0      | 0+          | 0+         |
| V. Majo       | 2        | 0       | ?           | ?          | 2            | 0            | ?            | ?            | 4        | 0      | ?           | ?          |
| G. Mauro (I)  | -        | -       | -           | -          | 3            | 0            | ?            | ?            | 3        | 0      | 0+          | 0+         |
| M. Mauro (II) | 29       | 1       | ?           | ?          | 7            | 0            | ?            | ?            | 36       | 1      | ?           | ?          |
| V. Năstase    | 14       | 1       | ?           | ?          | 2            | 1            | ?            | ?            | 16       | 2      | ?           | ?          |
| M. Palese     | 17       | 0       | ?           | ?          | 5            | 0            | ?            | ?            | 22       | 0      | ?           | ?          |
| F. Peccenini  | 16       | 0       | ?           | ?          | 2            | 0            | ?            | ?            | 18       | 0      | ?           | ?          |
| C. Ranieri    | 18       | 0       | ?           | ?          | 4            | 0            | ?            | ?            | 22       | 0      | ?           | ?          |
| G. Sabadini   | 20       | 0       | ?           | ?          | 7            | 0            | ?            | ?            | 27       | 0      | ?           | ?          |
| A. Sabato     | 30       | 4       | ?           | ?          | 8            | 1            | ?            | ?            | 38       | 5      | ?           | ?          |
| A. Salvadori  | 19       | 0       | ?           | ?          | 2            | 0            | ?            | ?            | 21       | 0      | ?           | ?          |
| S. Santarini  | 30       | 1       | ?           | ?          | 8            | 1            | ?            | ?            | 38       | 2      | ?           | ?          |
| A. Zaninelli  | 30       | -28     | ?           | ?          | 8            | -7           | ?            | ?            | 38       | -35    | ?           | ?          |